# Ingvar Hansson
Gert Ingvar Severin Hansson (Gotemburgo, 19 de fevereiro de 1947) é um velejador sueco, campeão olímpico. Ele competiu nos Jogos Olímpicos de Verão de 1976 na classe Tempest e conquistou a medalha de ouro, ao lado de John Albrechtson.
Em 1974, Hansson também se tornou vice-campeão mundial no Starboat, assim como em 1975 no Tempest, antes que ele e Albrechtson conseguissem ganhar o título em 1977 e 1978 no Tempest. Eles também conquistaram o título no Campeonato Europeu.